# Roger Le Moine
Pour les articles homonymes, voir Le Moine (homonymie).
Roger Le Moine, Ph.D., M.A., B.A., FRSC (La Malbaie, 6 novembre 1933 - Ottawa, 12 juillet 2004), est un professeur émérite de lettres françaises et québécoises à l'université d'Ottawa.

## Biographie
Après une enfance passée à La Malbaie, Roger Le Moine abandonne des études de droit pour se concentrer à la littérature (doctorat en 1970). Professeur à l'Université d'Ottawa, il se spécialise dans la littérature exotique et les relations de voyage de la Renaissance et la franc-maçonnerie en Nouvelle-France, au Bas-Canada et au Québec. Surtout, il participera de plus au mouvement de redécouverte de la littérature québécoise des XVIIIe et XIXe siècles avec la publication d'études et des rééditions de textes. 
Il est élu membre de la Société des Dix en 1988, puis membre de la Société royale du Canada en 1993.
Il a dirigé les thèses de nombreux étudiants, dont celle de Daniel Poliquin.
Les actes du colloque organisé au moment de sa retraite sont réunis dans l'ouvrage L'aventure des lettres, aux éditions David.
Il est le neveu des écrivains Arthur Buies et Félix-Antoine Savard, ainsi que du peintre Edmond LeMoine.

## Œuvres
Ouvrages
- Joseph Marmette, sa vie, son œuvre, Québec, Presses de l'Université Laval, 1968.
- Napoléon Bourassa, l'homme et l'artiste, Ottawa, éditions de l'Université d'Ottawa, 1974.
- Le Catalogue de la bibliothèque de Louis-Joseph Papineau, Ottawa, 1982.
- Un Québécois bien tranquille, Québec, La Liberté, 1985.
- Deux loges montréalaises du Grand Orient de France, Ottawa, Presses de l'Université d'Ottawa, 1991.

Hommage
- L'Aventure des Lettres : pour Roger Le Moine, Michel Gaulin, Ottawa, Éditions David, 1999.

Édition et présentation de textes
- Joseph Marmette, textes choisis (...), Montréal, Fides, 1969.
- L'Amérique et les poètes français de la Renaissance, Ottawa, 1972.
- Napoléon Bourassa, textes choisis (...), Montréal, Fides, 1972.
- Laure Conan, œuvres romanesques, Montréal, Fides, 1974-1975, 3 vol.
- Napoléon Bourassa, Jacques et Marie. Souvenir d'un peuple dispersé, Montréal, Fides, 1976.
- Honoré Beaugrand, Jeanne la fileuse, Montréal, Fides, 1980.
- La région de La Malbaie (1535-1760), La Malbaie, 1983.
- Louise-Amélie Panet, Ottawa, éditions David, 2000.

Articles principaux
- "Le roman historique au Canada français, Le roman canadien-français". Évolution - Témoignages - Bibliographie, Montréal, Fides, 1964, p. 69-87.
- "L'abbé Casgrain et le tombeau de Champlain", Revue de l'Université d'Ottawa, vol. 35, no 4 (octobre-décembre 1965), p. 399-419.
- "Le Club des Dix à Ottawa", Revue de l'Université Laval, vol. 20, no 8 (avril 1966), p. 703-709.
- "Laure Conan et Pierre-Alexis Tremblay", Revue de l'Université d'Ottawa, vol. 37, no 2 (avril-juin 1966), p. 258-271 et vol. 37, no 3 (juillet-septembre 1966), p. 500-528.
- "La première immigration française au Québec", La découverte de l'Amérique, Paris, Vrin, 1968, p. 127-156 (cours donné au Dixième stage international d'études humanistes, Université de Tours, 1966).
- "Un seigneur éclairé, Louis-Joseph Papineau", Revue d'histoire de l'Amérique française, vol. 25, no 3 (décembre 1971), p. 309-336.
- "L'École littéraire de Québec, un mythe de la critique", Livres et auteurs québécois 1972, Montréal, Éditions Jumonville, 1973, p. 397-413.
- "Le roman historique québécois (1837-1925)", Le roman canadien-français. Évolution - Témoignages - Bibliographie, 3e édition, Montréal, Fides, 1977, p. 69-88.
- "La bibliothèque de Louis-Joseph Papineau", Bulletin de la Bibliothèque nationale du Québec, décembre 1977, p. 12-13.
- "Le catalogue de la bibliothèque de Louis-Joseph Papineau", L'imprimé au Québec. Aspects historiques (18e - 20e siècle), sous la direction de Yvan Lamonde, Québec, Institut québécois de recherche sur la culture, 1983, p. 167-188.
- "Le roman au XIXe siècle", Le Québécois et sa littérature, sous la direction de René Dionne, Sherbrooke, Éditions Naaman/Agence de Coopération Culturelle et Technique, 1984, p. 76-84.
- "Le sang bleu de Menaud", Cultures du Canada français, vol. 1 (1984), p. 11-32.
- "Lucon fictif, Lucon réel", Solitude rompue, Ottawa, Éditions de l'Université d'Ottawa (coll. Cahiers du Centre de recherche en civilisation canadienne-française, no 23), 1986, p. 234-247.
- "Daniel Poliquin: un recueil de nouvelles et deux romans", Vie française, vol. 40, no 1 (décembre 1988), p. 77-82.
- "En conjuguant mon plus-que-passé", Mémoires de la Société généalogique canadienne-française, vol. 41, no 1 (printemps 1990), p. 5-28.
- "L'épopée abandonnée de Félix-Antoine Savard", Mélanges de littérature canadienne-française et québécoise offerts à Réjean Robidoux, Textes réunis par Yolande Grisé et Robert Major, Ottawa, Les Presses de l'Université d'Ottawa (coll. Cahiers du Centre de recherche en civilisation canadienne-française, no 29), 1992, p. 134-151.
- "Francs-maçons du régime français et de la Province of Québec", Principes du littéraire au Québec (1760-1815), Montréal, Université du Québec à Montréal, (coll. Cahiers de l'Archéologie du littéraire au Québec, no 2), 1993, p. 17-33.
- "Premiers rapports à la littérature", L'Info-Lettres, vol. 7, no 1 (hiver 1995), p. 8-11; Présentations à la Société royale du Canada, vol. 48 (1995), p. 5-11, (discours de réception à la Société royale du Canada, le 14 octobre 1994).
- Préface à Réjean Robidoux, Fonder une littérature nationale, Ottawa, Les Éditions David, 1994, p. IX-XI.
- "Le Grand Orient de France dans le contexte québécois (1896-1923)", Combats libéraux au tournant du XXe siècle, sous la direction de Yvan Lamonde, Montréal, Fides, 1995, p. 145-157.
- "L'aventure mexicaine de quelques québécois (1864-1867)", Les discours du Nouveau Monde au XIXe siècle au Canada français et en Amérique latine/Los discursos del Nuevo Mundo en el siglo XIX en el Canadá francófono y en América latina, sous la direction de Marie Couillard et Patrick Imbert, Brooklyn/Ottawa/Toronto, Legas, 1995, p. 253-262.
- « Philomène Aubert de Gaspé (1837-1872). Ébauche d'une biographie », Questions d'histoire littéraire. Mélanges offerts à Maurice Lemire, sous la direction de Aurélien Boivin, Gilles Dorion et Kenneth Landry, Québec, Nuit blanche, 1996, p. 95-106.
- « Philippe Aubert de Gaspé ou les affaires du bon gentilhomme », Les Cahiers des Dix, vol. 57, 2004, p. 299-323.

Critique de son œuvre
- André Renaud, "Un Québécois bien tranquille de Roger Le Moine", Lettres québécoises : la revue de l'actualité littéraire, n° 43, 1986, p. 66-67 (http://www.erudit.org/culture/lq1076302/lq1161359/39522ac.pdf)